# Ford Scorpio
Ford Scorpio är en bil från Ford som introducerades 1985 som ersättare till Ford Granada. Scorpio kom med ett helt nytt formspråk - en stor halvkombi, även om Ford kallade varianten "Kombi-Sedan", med i princip samma teknik som Ford Granada - 4cyl 8ventils (90 och 115 hk)- och 6-cylindriga 12-ventils motorer, på först 2,8 liter (151 hk) och senare 2,9 (146 hk). Den föråldrade 4-cylindriga "Pintomotorn" som först användes i Ford Granada ersattes på 1989 års modell med en helt nykonstruerad twin cam-motor, även denna med 8 ventiler, och på 120 hk. Ford Scorpio kom senare som 5-dörrars kombi och som 4-dörrars sedan. Jämfört med Granada var formgivningen modernare och mer strömlinjeformad, i likhet med den mindre Ford Sierra som presenterats några år tidigare. Detta gav förbättrad bränsleförbrukning och högre toppfart. Scorpio utsågs till Årets bil 1986.
Ford Scorpio var den första masstillverkade bilen som var standardutrustad med låsningsfria bromsar ABS. 
En snabb och ovanlig version var Cosworth-varianten som använde en vidareutvecklad variant av V6-motorn på 2,9 liter, försedd med 4 ventiltoppar och effekt på 195 hk.

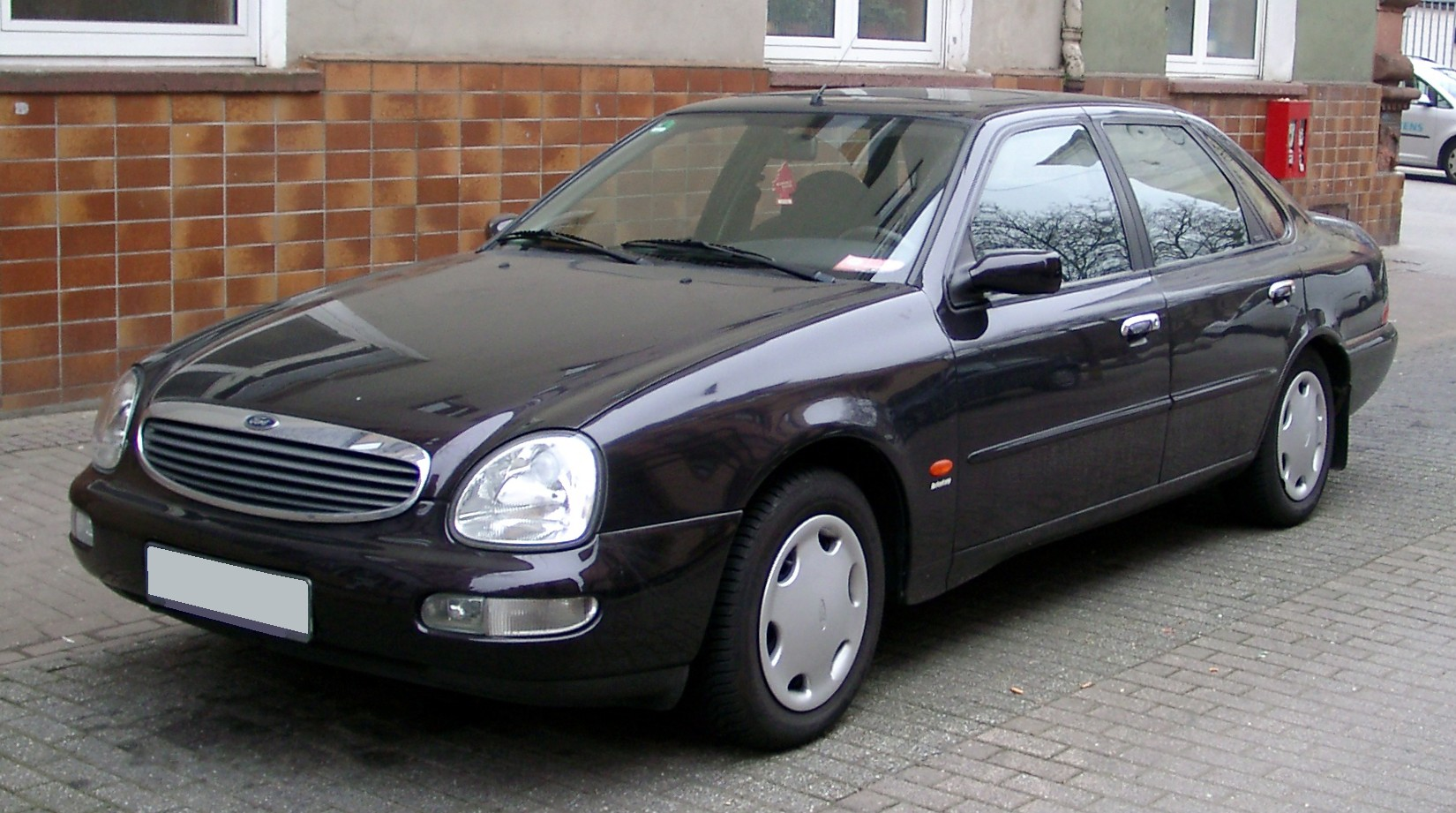
Andra generationen

1995 kom den sista karossmodifieringen, tätt följd av en ny 2,0 16v och 2,3-liters 16v 4-cylindrig motor. Sista årsmodellen blev 1998. På grund av frontens kontroversiella utseende fick årsmodellerna 1995-1998 utstå mycket spott och spe. Frontens "mun" ledde till smeknamnet Grenouille triste (ledsna grodan på franska).
Någon direkt efterföljare till Scorpio kom aldrig.
Sedan 2007 är kombiversionen av Ford Mondeo både längre, bredare och högre än den sista årsmodellen av Ford Scorpio.

## Utrustningsnivåer och motorer
Utrustningsnivåerna kunde fås med vilket motoralternativ som helst. På bilar med cosworthmotor var Antisladdsystem, Farthållare och automatisk växellåda standard (bilen kunde inte fås med manuell växellåda).
Utrustningsnivåer:
- Executive: Basmodell utrustad med ABS, Styrservo, Elhissar och larm
- Ghia: Luftkonditionering, Lättmetallfälgar och elektriska speglar.
- Ultima: CD-växlare, Klimatanläggning, läderinredning, Farthållare och elektriska säten

Motoralternativ:
Scorpio erbjöds först med motorer ärvda från Granada men 1989 började de gamla "pintomotorerna" fasas ut, och istället kom modernare Twin cam-motorer (DOHC).
Bensin:
- 1.8l Pinto OHC I4 (-1992)
- 2.0l Pinto OHC I4  (-1989)
- 2.0l Ford DOHC 8v I4 (1989-)
- 2.4l Cologne OHV V6
- 2.8l Cologne OHV V6
- 2.9l Cologne OHV V6
- 2.9l Cosworth BOA DOHC V6
- 2.0l Ford DOHC 16v l4
- 2.3l Ford DOHC 16v l4

Diesel:
- 2.5l Peugeot XD3 OHV I4
- 2.5l Peugeot XD3T OHV turboI4
- 2.5l VM 425 OHV turbo I4
- 2.5l SCD TD I4